# Романовка (Тюльганський район)
Рома́новка (рос. Романовка) — село у складі Тюльганського району Оренбурзької області, Росія.

## Населення
Населення — 163 особи (2010; 200 у 2002).
Національний склад (станом на 2002 рік):
- росіяни — 57 %
- казахи — 26 %